# 金泰爾 (北達科他州)
金泰爾（英語：Kintyre）是位於美國北達科他州埃蒙斯縣的非建制地區。

## 歷史
金泰爾的郵局於1905年設立，其後於1996年停運。

## 地理
金泰爾所處的海拔為高於海平面580米（即1903英呎），而該地所採用的時區為UTC-6，即北美中部时区（CST）。同時該地設有夏令時間，為UTC-6調快一小時，即UTC-5（CDT）。